# Stenodus nelma
El salmón blanco nelma (Stenodus nelma) es un pez marino y de río de la familia de los salmónidos, distribuidos antiguamente de forma amplia por el norte de Europa, Siberia y América del Norte, en la cuencias fluviales de ríos que desembocan en el océano Ártico, pero cuyas poblaciones están disminuyendo en algunos de estos sitios por la sobrepesca y la polución. Hasta fecha reciente se consideraba una subespecie de Stenodus leucichthys, aunque hoy se la considera una especie aparte.
La longitud máxima descrita fue para un ejemplar de 150 cm.

## Hábitat y biología
Son peces anádromos, que viven tanto en el mar como en aguas de río. En el mar habitan la zona pelágica, prefiriendo las aguas frías con temperaturas por debajo de 16 °C. Pasa el invierno en partes bajas de los grandes ríos, deltas, estuarios y el mar, a veces lejos de la costa. Anádromos o semi-anádromas, que viven en algunos ríos y sin salida al mar en algunos lagos. Realiza la migración ascendiendo para desovar en la cabecera de los ríos, a veces largas distancias. Las poblaciones que viven en lagos en vez de en el mar migran hacia los afluentes. El desove tiene lugar en aguas poco profundas con fondo de arena-grava y 2.3 m de profundidad.
Los juveniles se alimentan de crustáceos peracáridos, larvas de insectos y de moscas, cambiando exclusivamente a piscivoría cuando alcanzan una talla de unos 30 cm de longitud, tras lo cual se alimenta activamente en todos los peces disponibles.